# Pierrot
Een pierrot (ook witte clown) is een clown die als tegenspeler van de domme clown of august optreedt.

## Toelichting

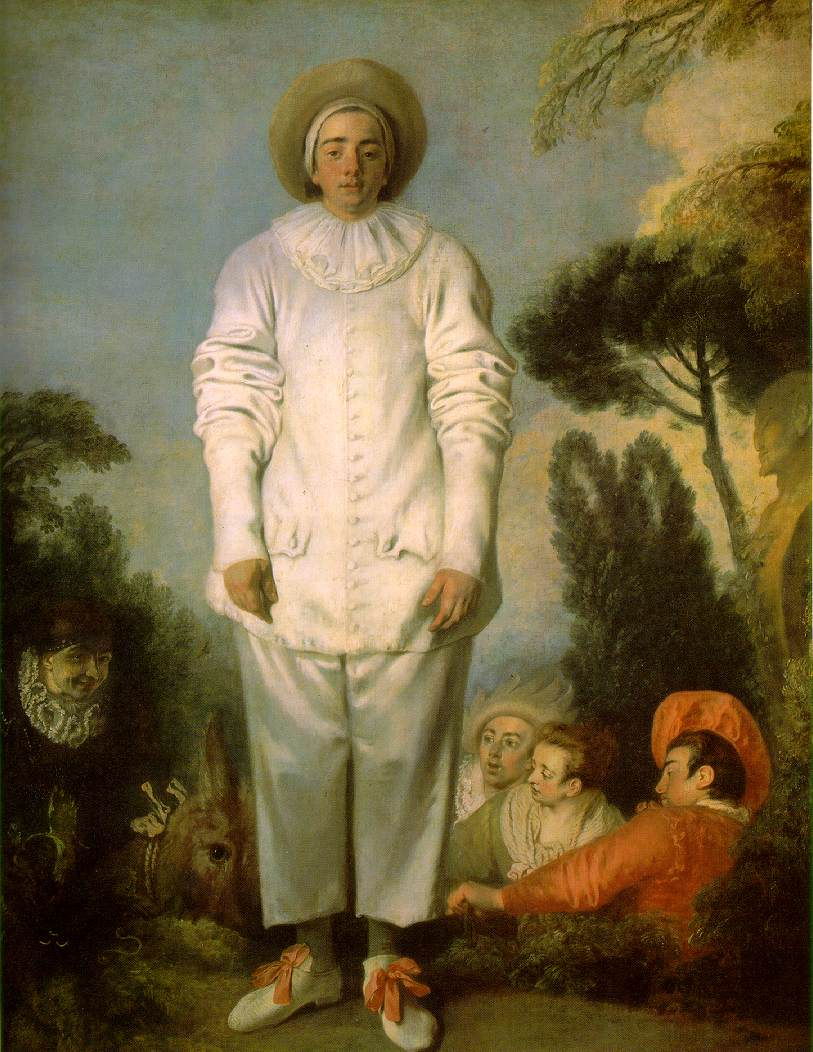
Watteaus droevige commedia dell'arte pierrot, ca. 1718-19, ook wel bekend als "Gilles" (Louvre)

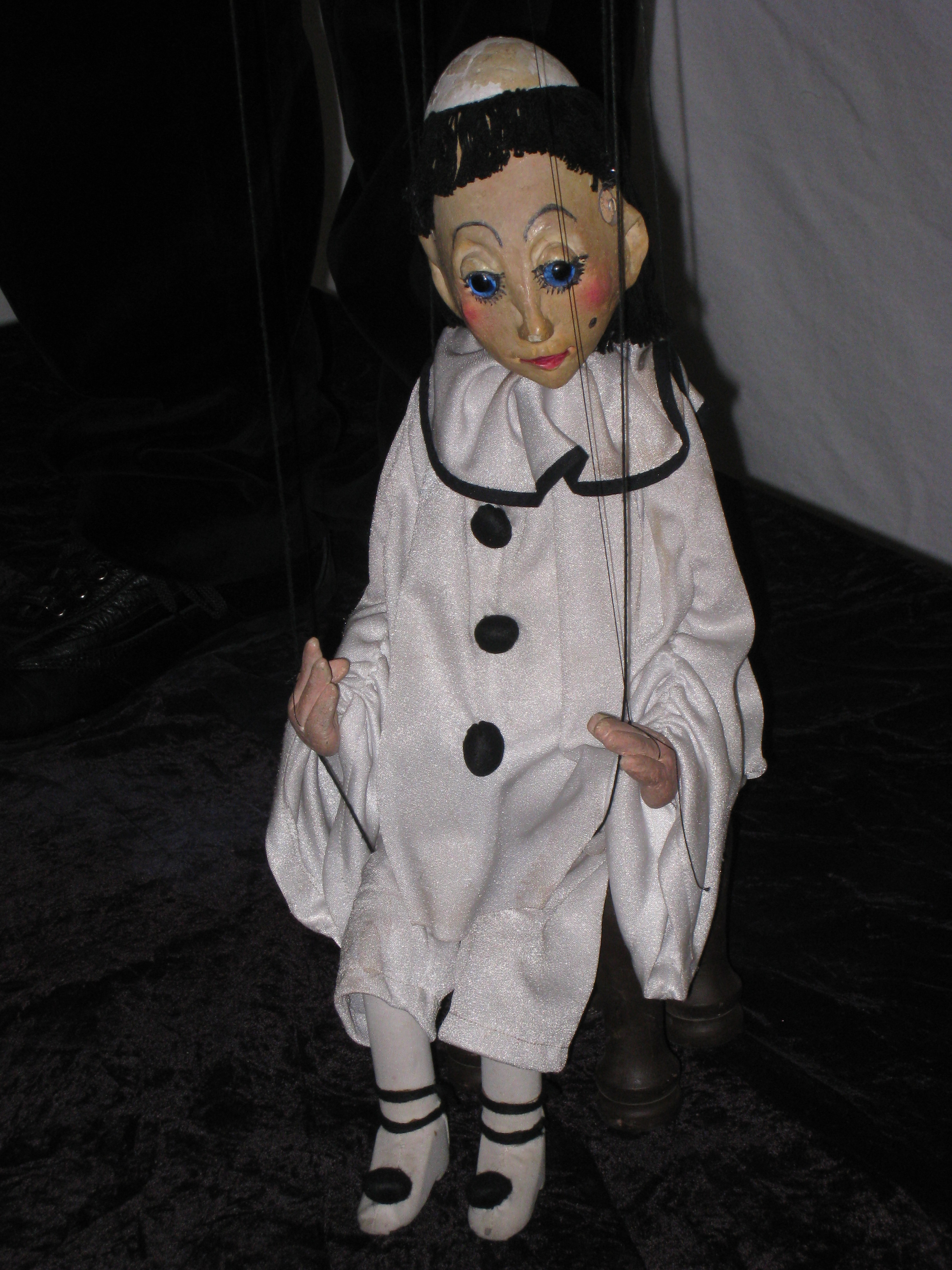
Pierrot als marionet

Zijn gezicht is wit geschminkt met aangezette zwarte wenkbrauwen en soms een zwarte traan in een ooghoek. Zijn kleding is wit, soms los hangend, doch meestal zeer goed passend. Indien hij accessoires heeft zijn deze meestal zwart. Hij draagt een stijve witte puntmuts, met een rij zwarte pompons. Ook draagt hij soms een lage, breedgerande hoed.
De pierrot (letterlijk kleine Piet, of Pietje) wordt als de ernstige gezien. Hij fungeert als aangever voor de andere clowns. Hij schreeuwt niet zoals zij, is snel geëmotioneerd en kan goed een muziekinstrument bespelen (vaak een saxofoon of klarinet).
Het personage van de pierrot komt uit de commedia dell'arte, waar hij Pedrolino heet. Tegenwoordig komt men hem tegen in het circus en in pantomimevoorstellingen. In de commedia dell'arte is Pedrolino een Zanni (een dienaar). Hij is naïef, charmant en zeer trouw. Een kalme persoon doch eenmaal kwaad tot agressie te bewegen, maar meestal krijgt hij zelf de meeste klappen. De beroemde geschilderde traan is een gevolg van de geliefde subplot van de liefde van Pierrot voor Columbina die hem laat zitten voor Arlecchino (harlekijn, vaak met zwart masker). Ook Arlecchino krijgt Columbina niet; meestal lacht zij deze gewoonweg uit.
De pierrot als pop is een tijdlang in de mode geweest als decoratief element in huis. De pierrotfiguur kan ook als marionet fungeren.